# Juan Manuel Gálvez
Juan Manuel Gálvez (né le 10 juin 1887 à Tegucigalpa et mort le 20 août 1972 dans la même ville) est un homme d'État hondurien. Il est président de la République du 1er janvier 1949 au 5 décembre 1954.
Sa présidence est notamment marquée par la répression très dure en 1954 d'une grève des travailleurs de la United Fruit et par son soutien au coup d’État contre le président du Guatemala Jacobo Arbenz.